# Ouratea venulata
Ouratea venulata là một loài thực vật có hoa trong họ Ochnaceae. Loài này được (Tiegh.) Sastre mô tả khoa học đầu tiên năm 1988.